# Казаков, Алексей Валерьевич
Алексей Валерьевич Казаков (18 марта 1976, Набережные Челны) — российский волейболист, центральный блокирующий, заслуженный мастер спорта (1999); тренер.

## Биография
Алексей Казаков родился и начал заниматься спортом в Набережных Челнах. В детстве увлекался хоккеем, плаванием, дзюдо, баскетболом, а волейбол выбрал в 11 лет благодаря настойчивости отца, а также тренера челнинской ДЮСШ № 11 Олега Александровича Алексеева, случайно познакомившегося с Казаковым в автобусе. Алексеев научил парня серьёзно относиться к делу. Ведь поначалу случалось, что Казаков прогуливал тренировки, а потом, намочив футболку, шёл домой — мол, тренировался до седьмого пота.
Когда Алексею было 16 лет, тренер «Искры»-РВСН Сергей Цветнов уговорил его родителей дать «добро» на переезд в Одинцово. В 1993 году Казаков дебютировал за ракетчиков в высшей лиге чемпионата страны.
Казаков входил в состав юниорской и молодёжной сборных России, с «молодёжкой» в 1994—1995 годах побеждал на чемпионатах Европы и мира. В олимпийском 1996 году он дебютировал во взрослой сборной России, которая, пережив смену поколений, начала выбираться из затянувшегося кризиса. Одним из лидеров нового поколения стал нападающий первого темпа Алексей Казаков.
Впрочем, ему приходилось играть на высшем уровне и в других амплуа. В 1997 году, когда сборная России к финальному турниру Мировой лиги в Москве, осталась без главного тренера (Вячеслав Платонов был тяжело болен и в июне перенёс операцию) и травмированного капитана Дмитрия Фомина, исполнявший обязанности главного тренера Вячеслав Зайцев поставил Казакова в диагональ. Молодой игрок блестяще справился с необычной задачей и сборная заняла призовое третье место. С тех пор Алексей Казаков из обоймы национальной команды страны не выпадал на протяжении 10 лет, за исключением 2002 года, когда не играл из-за травмы ноги.
Самый высокий на тот момент волейболист мира не мог не стать популярным. Например в Японии появился фан-клуб российского игрока, а во время чемпионата мира-1998, проходившего в Стране восходящего солнца, в одном из спортзалов висел портрет Казакова в натуральную величину. На протяжении нескольких лет Алексей выходил на площадку вместе со Станиславом Динейкиным, уступающим ему в росте всего сантиметр. Западные журналисты прозвали этот тандем «башнями-близнецами», а Вячеслав Платонов говорил о «четырёх с половиной метрах» абсолютно непробиваемого блока, наводившего ужас на многих соперников россиян.
В 1998 году Алексей Казаков был признан лучшим волейболистом России, а в 1999-м выиграл медали сразу двух национальных чемпионатов — в составе «Искры» стал бронзовым призёром российского первенства, а перед стартом плей-офф чемпионата Италии перебрался в «Модену» и завоевал с ней серебряную медаль серии А1. После короткого, но плодотворного периода в одном из сильнейших клубов мира Алексей принял решение обосноваться в Италии. Он заключил с «Моденой» контракт на три года, осенью 1999-го переехал на Апеннины вместе с семьёй. В 2002 году «Модена», за которую кроме Казакова, играл ещё один россиянин, Роман Яковлев, стала чемпионом Италии. Отыграв затем два сезона в Тренто, Алексей вернулся в Россию и вновь стал игроком «Искры», а осенью 2006 года дебютировал в уфимском «Нефтянике Башкортостана» (ныне «Урал»), где значительную часть сезона был доигровщиком, а позднее попробовал себя в этой роли в сборной России на Мировой лиге-2007.
После этого турнира Алексей Казаков не привлекался к играм за сборную, и был возвращён в состав главной команды страны её новым тренером Даниэле Баньоли в 2009 году. Всего за карьеру провёл 276 официальных матчей за сборную России, в которых набрал 1625 очков и 379 отыгранных подач.
В 2009/10 годах Алексей выступал за новосибирский «Локомотив», следующий сезон провёл в московском «Динамо», затем вернулся в «Урал». В январе 2012 года стал единственным волейболистом, принимавшим участие во всех шести сыгранных к тому времени Матчах звёзд России. Сезон-2013/14 Казаков начинал в казанском «Зените», но в начале 2014 года перешёл в «Белогорье». Дальнейшая карьера игрока прервалась из-за травм, в июле 2016 года он официально объявил об уходе из большого спорта.
Летом 2017 года Алексей Казаков вошёл в тренерский штаб «Белогорья».

## Достижения

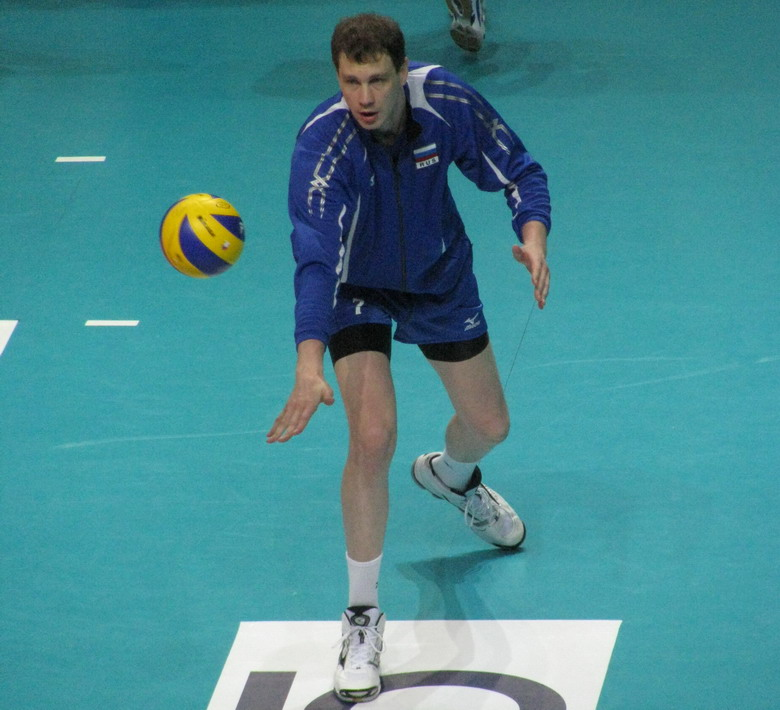

### Со сборной России
- Серебряный призёр Игр XXVII Олимпиады (2000).
- Бронзовый призёр Игр XXVIII Олимпиады (2004).
- Победитель Кубка мира (1999).
- Серебряный призёр чемпионатов Европы (1999, 2005), бронзовый призёр чемпионатов Европы (2001, 2003).
- Серебряный призёр Мировой лиги (1998, 2000, 2007, 2010), бронзовый призёр Мировой лиги (1996, 1997, 2001, 2006, 2009).
- Победитель Евролиги (2005), серебряный призёр Евролиги (2004).

### С молодёжной сборной России
- Чемпион Европы (1994).
- Чемпион мира (1995).

### С клубами
- Серебряный призёр чемпионатов России (1993/94, 2010/11, 2012/13), бронзовый призёр чемпионатов России (1998/99, 2005/06, 2013/14).
- Обладатель Кубка России (2013), финалист Кубка России (1993, 1994, 1995, 2005, 2009, 2010).
- Чемпион Италии (2001/02), серебряный призёр чемпионатов Италии (1998/99, 1999/00).
- Финалист Кубка CEV (1999/00, 2000/01, 2005/06), Кубка вызова (2012/13).
- Бронзовый призёр Лиги чемпионов (2010/11).
- Победитель клубного чемпионата мира (2014).

### Личные
- В 1998 году назван лучшим волейболистом России, стал обладателем приза Андрея Кузнецова.
- Участник Матчей звёзд Италии (2000, 2001, 2002), Матчей звёзд России (2005, 2008, 2009, 2010, 2011, 2012, февраль 2014).

## Награды и звания
- Заслуженный мастер спорта России (1999).
- Орден Дружбы (19 апреля 2001) — за большой вклад в развитие физической культуры и спорта, высокие спортивные достижения на Играх XXVII Олимпиады 2000 года в Сиднее[13].
- Медаль ордена «За заслуги перед Отечеством» II степени (4 ноября 2005) — за большой вклад в развитие физической культуры и спорта, высокие спортивные достижения на Играх XXVIII Олимпиады 2004 года в Афинах[14].